# Put Your Head on My Shoulder
Put Your Head on My Shoulder (chinês simplificado: 致我们暖暖的小时光, pinyin: Zhì wǒmen nuǎn nuǎn de xiǎoshí guāng) é uma websérie chinesa exibida pela Tencent Video de 10 de abril a 16 de maio de 2019, estrelada por Xing Fei, Lin Yi e Tang Xiaotian. O drama é baseado na novela de Zhao Qianqian com o mesmo nome.

## Enredo
Quando a graduação de Situ Mo (Xing Fei) está se aproximando, ela está confusa sobre seus planos futuros. Ela tenta todo tipo de coisa o tempo todo e é incapaz de tomar suas próprias decisões. Seus dias normais são subitamente abalados quando o gênio estudante de física Gu Weiyi (Lin Yi) aparece em sua vida. Os dois acidentalmente acabam morando juntos e o caos começa.

## Elenco
- Xing Fei como Situ Mo
- Lin Yi como Gu Weiyi
- Tang Xiaotian como Fu Pei
- Zheng Ying Chen como Wang Shan
- Zhou Jun Wei como Lin Zhicun
- Jie Bing como professor Jiang
- Zhou Zi Xin como Xie Yuyin
- Gao Yu Fei como Meng Lu
- Zhang Hao Lun como Zhou Lei
- Zhu Kang Li como Ah Ke
- Chen Jing Jing como Hu Niu
- Yi Sha como Xu Jie'er

## Trilha sonora
| N.º | Título                                                         | Cantora(s)          | Duração |  |
| 1.  | "Warm Little Time (暖暖的小时光)" (Tema de abertura)           | Kele Jiushi Liliang |         |  |
| 2.  | "Two People Are Beautiful (两人份美好)" (Tema de encerramento) | Li Junyi            |         |  |
| 3.  | "Have Your Plot (有你的情节)"                                  | Zhou Pin            |         |  |
| 4.  | "Guess (猜一猜)"                                               | He Manting          |         |  |
| 5.  | "Time of a Love Song (一首情歌的时间)"                         | Yinze Yue (Luna)    |         |  |

## Prêmios e indicações
| Prêmio                                                         | Categoria                    | Trabalho nomeado                                       | Resultado | Ref.        |
| -------------------------------------------------------------- | ---------------------------- | ------------------------------------------------------ | --------- | ----------- |
| 26th Huading Awards                                            | Melhor Roteirista            | Zhao Qianqian, Dai Qi, Liu Yu, Can Xiaoxue, Wu Xueying | Indicado  | [ 5 ]       |
| 26th Huading Awards                                            | Melhor Ator (Drama Moderno)  | Lin Yi                                                 | Indicado  | [ 5 ]       |
| 26th Huading Awards                                            | Melhor Atriz (Drama Moderno) | Xing Fei                                               | Indicado  | [ 5 ]       |
| China Entertainment Industry Summit (Golden Pufferfish Awards) | Melhor Marketing             | Put Your Head On My Shoulder                           | Indicado  | [ 6 ]       |
| Golden Bud - The Fourth Network Film And Television Festival   | Melhor Websérie              | Put Your Head On My Shoulder                           | Indicado  | [ 7 ] [ 8 ] |
| Golden Bud - The Fourth Network Film And Television Festival   | As dez melhores webséries    | Put Your Head On My Shoulder                           | Venceu    | [ 7 ] [ 8 ] |
| Golden Bud - The Fourth Network Film And Television Festival   | Produtor do Ano              | Li Eryun                                               | Venceu    | [ 7 ] [ 8 ] |
| Golden Bud - The Fourth Network Film And Television Festival   | Melhor Atriz                 | Xing Fei                                               | Indicado  | [ 7 ] [ 8 ] |
| Golden Bud - The Fourth Network Film And Television Festival   | Atriz mais promissora        | Xing Fei                                               | Venceu    | [ 7 ] [ 8 ] |
| Golden Bud - The Fourth Network Film And Television Festival   | Melhor Iniciante             | Lin Yi                                                 | Venceu    | [ 7 ] [ 8 ] |

## Transmissão internacional
| País          | Emissora | Título             | Data               | Ref.  |
| ------------- | -------- | ------------------ | ------------------ | ----- |
| Coreia do Sul | Ching    | 치아문난난적소시광 | 3 de junho de 2019 | [ 9 ] |